# Гонбад-е Кавус
Гонбад-е Кавус (на персийски: گنبد کاووس; на туркменски: Kümmet Gowuz) е град в северен Иран, в остан Голестан, административен център на шахрестан Гонбад-е Кавус. Населението на града през 2006 година е около 127167 души, обхваща площ от 2059 хектара.

## Забележности
В града има кула Гонбад-е Кавус, вписана през 2012 г. в списъка на ЮНЕСКО за световното културно и природно наследство.
Кулата е с височина 53 m. Гробницата е построена през 1006 г. за Кавус Ибн Вошмгир – зияридски владетел и литератор. Намира се в близост до древен град Джорджан, бивш център на изкуствата и науката, разрушен по време на монголското нашествие в 14-и и 15-и век. Кулата е единственото оцеляло доказателство за съществуването на града.
Кулата е изградена изцяло от тухли и се явява пример на ислямската архитектура. Сложната геометрична форма на паметника представлява изтъняващ цилиндър с диаметър от 17 – 15,5 m с коничен покрив.

## Университети
- Payamnoor University of Gonbad
- Islamic Azad University of Gonbad
- College of Agriculture in Gonbad